# موييت دي بيرالادا
بلدية موييت دي بيرالادا (بالإسبانية: Mollet de Peralada) هي بلدية تقع في مقاطعة جرندة التابعة لمنطقة كتالونيا شمال شرق إسبانيا.

## الديموغرافيا
بلغ عدد سكان بلدية موييت دي بيرالادا 178 نسمة عام 2011 (وفقاً للمعهد الوطني الإسباني للإحصاء).
| 183 | 184 | 190 | 175 | 174 | 174 | 178 |